# Mesotype contrariata
Mesotype contrariata là một loài bướm đêm trong họ Geometridae.